# Propanoato de butila
Propanoato de butila é o éster formado pelo ácido propanoico e o n-butanol, de fórmula CH3CH2COO(CH2)3CH3,  utilizado na indústria alimentícia e na perfumaria como aroma.